# Morane-Saulnier MS.138
Le Morane-Saulnier MS.138 était un avion d'entraînement et d’école biplace français. Le pilote était en place avant. Construit en 1927, cet avion était destiné spécialement au début d’apprentissage. Il est le premier avion Morane à être fabriqué en grande série et exporté. 178 exemplaires furent construits pour l’Aéronautique Militaire et l’aéronavale françaises, l’armée grecque et l’armée danoise.

## Opérateurs
France
- Aéronautique Militaire
- Force maritime de l'aéronautique navale

 Grèce
Un MS.138 fut vendu à la Grèce.
 Paraguay
Le Paraguay reçut entre un et trois MS.139, qui furent utilisés de mai 1927 à la fin de la guerre du Chaco en 1935, puis cédés à un aéroclub. 
 Danemark

## Variantes
- MS.137
- MS.138 EP-2
- MS.139
- MS.191
- Les Morane-Saulnier MoS-137 et Morane-Saulnier MoS-147